# حميد أباد (بياض)
حمید أباد (بالفارسية: حمیدآباد) هي قرية تقع في إيران في قسم بیاض الريفي.